# Skuldelevs kyrka
Skuldelevs kyrka (danska: Skuldelev Kirke) är en kyrka som ligger i norra delen av samhället Skuldelev i Frederikssunds kommun i norra Själland.

## Kyrkobyggnaden
Kyrkan uppfördes vid mitten av 1100-talet och bestod då av långhus, kor och absid. Under 1400-talet förlängdes långhuset mot väster. Ett kyrktorn i väster och ett vapenhus i söder uppfördes.
Vid ett byggnadsarbete 1964 rasade det medeltida vapenhuset samman och ersattes av ett nytt.
I sin nuvarande form består kyrkan av ett långhus med smalare kor i öster som avslutas med en absid. Vid långhusets västra kortsida finns ett kyrktorn. Mitt på långhusets södra sida finns ett vidbyggt vapenhus med kyrkans huvudingång. Långhuset, koret, vapenhuset och tornet har alla sadeltak. Långhusets och vapenhusets tak är belagda med taktegel, medan övriga tak är belagda med plåt.

## Inventarier
- Predikstolen är tillverkad på 1620-talet av Roskildemästaren Brix Michgel.
- Dopfunten av norsk marmor är skänkt 1835 till kyrkan. En äldre funt av granit såldes 1835.
- Ett krucifix från 1100-talets första hälft förvaras i Nationalmuseet.
- Orgeln med sex stämmor och en pedal är tillverkad 1952 av Frobenius. Tillhörande orgelfasad är byggd efter ritningar av Fin Ditlevsen.